# تأثیر فرهنگی ایران بر مصر پسااسلامی

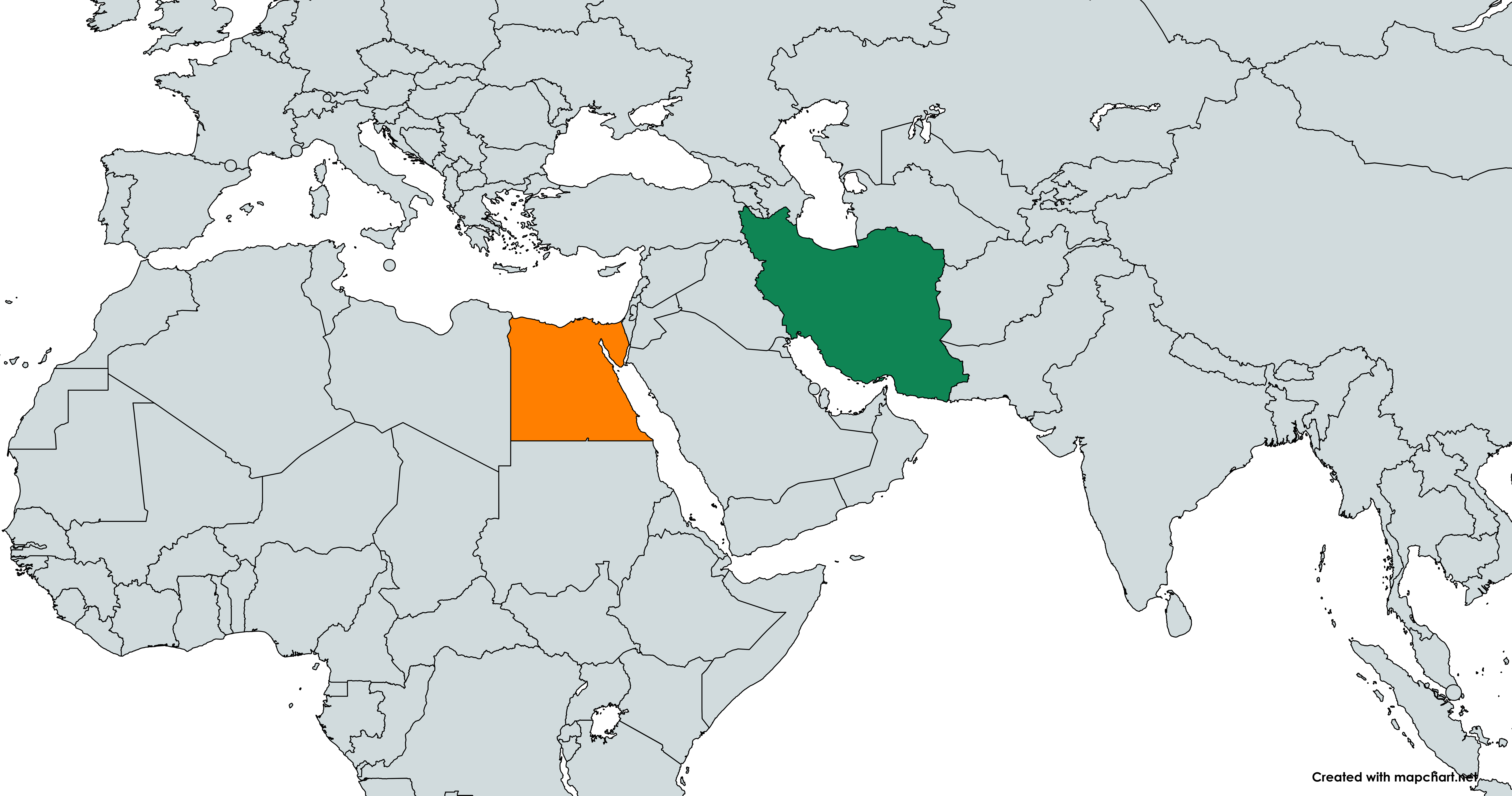
ایران و مصر

فرهنگ ایرانی بر مصر در سه دوره قرون وسطی، سلطنت عثمانی و دوران مدرن تأثیر گذاشته است.

## دوران قرون وسطی
تأثیر سنت و رسوم ایرانی بر مصری‌ها، همان مقداری بود که بر کلیه کشورهای جهان عرب گذاشت. ترجمه آثار پهلوی و عصاره‌گیری زمینه‌های سیاسی، فرهنگی و دیوانسالاری ایرانیان مسلمان بر جهان عرب، از نمونه‌های این تأثیرها هستند. نقل قولی از ابن خلدون در مقدمه کتابش (العبر) هست که فرهنگ ساسانیان در کل بر جهان عرب و اسلامی تأثیرگذار بوده‌است: «فرهنگ ساکن ایرانی‌ها به عرب‌های اموی و سپس عباسی منتقل شد. از طریق عباسیان به دیلمی‌ها و سپس به ترک‌های سلجوقی و از طریق ترک‌ها به مصر و همچنین از طریق تاتارها به عراق‌ها (عراق عرب و عراق عجم) انتقال یافت». حکمرانی فاطمیون اسماعیلی (۲۹۷–۵۶۷ ه. ق) که عقایدشان به‌طور گسترده در ایران توسعه یافت، موقعیتی را برای نفوذ غیرمستقیم برخی مذهب‌های ایرانی و سنت‌های فرهنگی آن‌ها فراهم ساخت. برای مثال، جشن‌های ایرانی نوروز، مهرگان و سده در طی این دوران در مصر برگزار می‌گشت. فرهنگ‌های برجسته‌تری از ایران در مصر در دوران سده‌های ۱۶ تا ۱۸ میلادی در مصر، طی حکومت عثمانی (که مصر در آن زمان استانی از این امپراتوری بود) پدیدار شد.

## سلطنت عثمانی
همانگونه که ادبیات فارسی به صورت گسترده در امپراتوری عثمانی، آزمندانه دنبال می‌گشت، و زبان فارسی به عنوان یکی از زبان‌های سیستم دیوانسالاری توسط کاتبان درباری آموخته می‌شد، مصر بر اثر عثمانیان، تحت تأثیر فرهنگ ایرانی قرار گرفت. این اثر تعدادی از مصری‌های سرشناس و اهل قلم را تشویق کرد تا زبان و ادبیات فارسی را فراگیرند و سبک نوشتار فارسی در انشا و نگارش مصری‌ها، جا گرفت. این تأثیر در قرن ۱۹ اُم میلادی تا حدی در مصر ادامه یافت تا اینکه مصر توسط محمدعلی پاشا (۱۸۰۴–۱۸۴۹ میلادی) و جانشینانش، مستقل شد. تا جنگ جهانی اول، آثار ادبی فارسی کلاسیک، به ویژه سعدی، حافظ، مولوی، جامی و سنایی در جهت تدریس زبان و ادبیات فارسی به کار گرفته می‌شد. در این دوران، انتشارات بولاق چند سری از آثار بزرگ ادبی فارسی را منتشر کرد.

## مدرن
طی قرن‌های ۱۹ و ۲۰ میلادی، تأثیر فرهنگی ایران بر مصر به کمک ایران‌شناسی و تدریس ادبیات فارسی در مدارس و دانشگاه‌ها، اکتساب کتاب‌های ایرانی و انتشار روزنامه‌های فارسی توسط ایرانی‌های مقیم مصر صورت گرفت. از ابتدای ساخت دانشگاه‌های مدرن در مصر در نیمه نخست قرن ۲۰ میلادی، فارسی بخش مهمی از برنامه تحصیلی موسساتی از قبیل دانشگاه‌های قاهره و عین‌الشمس در پایتخت، و دانشگاه‌های اسکندریه، آسیوط، منصوره، طنطا، زقازیق و حلوان در استان‌های دیگر بود.
در ۱۹۴۴، زمانی که مدرسه زبان‌های شرقی (معهد الغت الشرقیه) بنیانگذاری شد، متودهای غربی تدریس زبان فارسی، توسط عبدالوهاب اعظم (مرگ ۱۹۵۰ م) معرفی شد. اعظم کسی بود که ادبیات فارسی را در دانشگاه لندن طی دهه ۱۹۳۰ م فرا گرفت و از همنشینی با ادوارد براون، محمد قزوینی و سیدحسن تقی‌زاده بهره برد. همکار نزدیک اعظم، یحیی خشاب بود. خشاب فارغ‌التحصیل دانشگاه سوربن بود که موضوع تز او، «ناصرخسرو و سفرنامه اش» بود. او به عنوان رئیس دانشکده زبان فارسی در مدرسه زبان‌های شرقی و دانشگاه قاهره برای چندین سال از دهه ۱۹۴۰ تا ۱۹۷۰ فعالیت می‌کرد. دانشکده زبان و ادبیات فارسی دانشگاه قاهره، نقش برجسته‌ای در ارتقاء زبان و ادبیات فارسی از دهه ۱۹۴۰ به بعد، ایفا کرد. هم‌زمان با دانشگاه قاهره، در دانشگاه‌های عین‌الشمس، اسکندریه، آسیوط، منصوره، طنطا، زقازیق و حلوان، بیش از صد دانشجو در کلاس‌های درسی زبان یا ادبیات فارسی، ثبت‌نام کردند. در دانشگاه‌های قاهره و عین‌الشمس، یک واحد مطالعات ایرانی درون مرکز مطالعات خاورمیانه قرار دارد.

## روزنامه‌ها
در دهه ۱۹۷۰، دو روزنامه فارسی، رستاخیز و المنتدا، با حمایت مالی دولت ایران در قاهره منتشر می‌شدند تا رابطه فرهنگی میان ایران و مصر را ارتقاء دهند. رستاخیز، روزنامه‌ای سیاسی-اجتماعی و فرهنگی بود که زیر نظر منوچهر مؤدب‌زاده منتشر می‌شد. نام این روزنامه، برگرفته از حزب رستاخیز ایران بود. المنتدا هم با ویراستاری نورالدین آل‌علی ایرانی و یحیی خشاب مصری، توسط مرکز مطالعات فرهنگی دولت ایران در قاهره منتشر می‌شد. اولین شماره آن در تابستان ۱۹۷۸ منتشر شد و تنها یک شماره دیگر، ادامه یافت. هر دو روزنامه برای چاپ مقالات فارسی و عربی در زمینه رابطه ایران و عربی توسط پژوهشگران ایرانی و مصری انتخاب می‌شدند. با این وجود، انتشار هر دو نشریه پس از انقلاب ۱۳۵۷ ایران و همچنین قطع‌رابطه سیاسی ایران و مصر، متوقف شد.

## وام‌واژه
وام‌واژه‌های متعددی از زبان فارسی به زبان مصری راه یافت. این واژه‌ها اغلب از طریق بازرگانی، فرهنگ، همبستگی مذهبی و همچنین از مسیر طولانی امپراتوری عثمانی (که زبان ترکی آکنده از لغات فارسی است) فرا گرفتند. این کلمات عبارتند از:
1. خوردنی و نوشیدنی: بالوزه (پالوده)، بتنجان (بادمجان)، خوشاف (خوشاب)، زلابیه (زولبیا)، سیرج (شیرگ)، طرشی (ترش)، فلفل (پلپل)، کباب، کشک، کفته (کوفته).[۱]
2. پوشیدنی: بافته، بعجه (بقچه)، بیجامه (پاجامه)، دکه (تکه)، بیشا (پیچا)، شادر (چادر)، طربوش (سرپوش)، افطان (خفتان)، یاقه (یقه).[۱]
3. وسایل خانه: ابری (آبریز)، اِستوانه (اُستوانه)، برجل (پرگار)، تخته، جاروف (جاروب)، جنزیر (زنجیر)، زنبه (سنبه)، سبت (سپد)، سنجه، شمعِدان (شمعدان)، شنکل (چنگال)، طاسه، طِشت (طشت)، خوز (کوزه)، مضراب (میزاب).[۱]
4. نظامی و دیوانسالاری: پیاده، سواری، عسکر (لشکر)، بندر، ادبخانه، کتابخانه، خانکه (خانگاه).[۱]
5. صفت: بلید (پلید)، طازه، تنبل، خام، خرده، ساده، کهنه.[۱]
6. کار: اوسطا (استاذ)، شهبندر، هندَزه (هندسه)، یاور، دایه، دَدَبان (دیدبان).[۱]
7. محاوره‌ای: بخشیش (بخشش)، شَوِبَش (شادباش)، ماهیا (ماهیانه)، مندل، دسته، زور، یغما، نشان.[۱]
8. اسامی انسان: خورشید، شاهین، شاپور، جهان، نازک، شیرین، باکینام.[۱]
9. عددها: یک، دو، سه، چهار، پنج، شش، دُیَک، دَبَش (دو پنج)، دُش (دو شش)، شش‌بِش (شش و پنج).[۱]